# The Alchemy Index Vols. I & II
The Alchemy Index Vols. I & II è il quinto album in studio del gruppo musicale rock statunitense Thrice, pubblicato nel 2007.

## Il disco
Il disco, composto da un doppio CD, comprende la prima e la seconda parte di un progetto rock sperimentale chiamato The Alchemy Index, i cui successivi "capitoli" verranno pubblicati nell'aprile 2008.
In questi due CD vengono presi in considerazione due dei quattro elementi, ossia fuoco (Fire) e acqua (Water), mentre nell'album successivo vengono trattati gli altri due, cioè aria e terra.

## Tracce
CD 1: Fire 
1. Firebreather - 4:24
2. The Messenger - 2:09
3. Backdraft - 4:08
4. The Arsonist - 4:13
5. Burn the Fleet - 3:46
6. The Flame Deluge - 3:27

CD 2: Water 
1. Digital Sea - 3:44
2. Open Water - 3:46
3. Lost Continent - 4:30
4. Night Diving - 6:02
5. The Whaler - 4:09
6. Kings Upon the Main - 4:56

## Formazione
- Dustin Kensrue - voce, chitarra
- Teppei Teranishi - chitarra, cori, tastiere
- Eddie Breckenridge - basso, cori
- Riley Breckenridge - batteria, percussioni

## Classifiche
| Classifica (2007)           | Posizione raggiunta |
| --------------------------- | ------------------- |
| Billboard 200 (Stati Uniti) | 24                  |